# Sijalinska kiselina
Sijalinska kiselina je opšti termin za N- ili O-supstituisane derivate neuraminske kiseline, monosaharida čija osnova sadrži devet ugljenika. Ovaj termin se isto tako koristi kao ime najraprostranjenijeg člana ove grupe, N-acetilneuraminske kiseline (Neu5Ac ili NANA). Sijalinska kiselina je široko zastupljena u životinjskim tkivima i u manjoj meri kod drugih vrsta, uglavnom u obliku glikoproteina i gangliozida. Amino grupa obično nosi bilo acetil ili glikolil grupu, mada je i niz drugih modifikacija poznat. Hidroksilni supstituenti mogu znatno da variraju; acetil, laktil, metil, sulfat, i fosfatne grupe su nađene.

## Struktura
Numerisanje strukture sijalinske kiseline počinje od karboksilatnog ugljenika i nastavlja se oko lanca. Konfiguracija koja stavlja ugljeni hidrat u aksijalnu poziciju je alfa-anomer.

## Biosinteza
U bakterijskim sistemima, sijalinske kiseline se biosintetišu posredstvom enzima aldolaza. Taj enzim koristi derivate manoze kao supstrate, i umeće tri ugljenika iz piruvata u rezultujuću strukturu sijalinske kiseline. Ti enzimi mogu da se koriste za hemoenzimatsku sintezu derivata sijalinske kiseline.

## Spoljašnje veze
- Sialic acid in evolution